# L'Homme de la nuit (film, 1947)
Pour plus de détails, voir Fiche technique et Distribution.
L'Homme de la nuit est un film français réalisé par René Jayet, sorti en 1947.

## Fiche technique
- Titre : L'Homme de la nuit
- Réalisation : René Jayet
- Scénario : Jacques Chabannes et Georges Jaffé[1], d'après le roman éponyme de Jean-Louis Sanciaume paru en 1944.
- Photographie : Alphonse Lucas
- Décors : Louis Le Barbenchon
- Son : René Longuet
- Montage : Renée Guérin
- Musique : Marcel Landowski
- Société de production : Codo-Cinéma
- Pays de production :  France
- Format : Noir et blanc - 35 mm - 1,37:1
- Genre : Policier
- Durée : 88 minutes
- Date de sortie : 
  - France :  6 août 1947

## Distribution
- Albert Préjean : Amster
- Junie Astor : Rosemonde
- Francine Bessy : Édith
- Fernand Fabre : Gérard
- Charles Lemontier : Lafosse
- Philippe Richard : Monsieur Sapin
- Émile Ronet : Metaignier
- Madeleine Suffel : la télégraphiste
- Maurice Lagrenée : Monsieur Félix
- Robert Seller : Dubuis
- André Talmès : Jacques
- Georges Vitray : Vincentier
- Dorette Ardenne : Jeannette
- Georges Sauval : le patron du café
- Jules Dorpe : Camille
- Lucien Hector
- Sylviane Aladin
- Fernand Dorival
- Georges Sauval
- Raymondis
- Raymond Soguet